# Waldemar Fegelein
Waldemar Fegelein (* 9. Januar 1912 in Ansbach; † 20. November 2000 in Obermeitingen) war ein Offizier in der Waffen-SS. Er wird mit zahlreichen Kriegsverbrechen in Verbindung gebracht.

## Leben
Waldemar Fegelein stammte aus kleinbürgerlichen Verhältnissen. Er war der jüngere Bruder von Hermann Fegelein. Über den elterlichen Reithof bei München hatte er frühzeitig Kontakt mit der Reiter-SS, der er schließlich beitrat (SS-Nummer 229.780). Er trat zum 1. Mai 1933 der NSDAP bei (Mitgliedsnummer 2.942.829).
Im Juli 1937 wurde der elterliche Reiterhof bei München zur SS-Hauptreitschule ernannt und diese der „besonderen Verwendung“ Heinrich Himmlers unterstellt. Das Gelände wurde später als Reitstadion Riem, so auch als Olympia-Reitzentrum 1972, genutzt.
Waldemar Fegelein gewann 1939 auf seinem Pferd „Nordrud“ das Deutsche Springderby in Hamburg.
Im Zweiten Weltkrieg war Fegelein als Angehöriger der dem Kommandostab RFSS unterstellten SS-Kavallerie-Brigade im Sommer 1941 im Rahmen von „Säuberungsunternehmen“ im Gebiet nördlich der Pripjetsümpfe aktiv in die später als Holocaust bezeichnete Judenvernichtung eingebunden. Als zeitweiliger Kommandeur des 1. SS-Kavallerie-Regiments und von dessen 1. Schwadron leitete er in mehreren Schtetl persönlich die Erschießung der jüdischen Einwohnerschaft. Später kommandierte er das SS-Reiter-Regiment 2 der 8. SS-Kavallerie-Division „Florian Geyer“. Am 26. Februar 1945 übernahm er das Kommando über einen neu gegründeten Freiwilligenverband, nämlich die 37. SS-Freiwilligen-Kavallerie-Division „Lützow“, die er nur wenige Wochen bis März 1945 führte.
Im Rang eines Sturmbannführers wurde er am 16. Dezember 1943 von Himmler mit dem Ritterkreuz des Eisernen Kreuzes ausgezeichnet. Das Deutsche Kreuz in Gold erhielt er am 2. Dezember 1944. Zudem war er Träger der Nahkampfspange erste Stufe (Bronze), sein letzter Dienstgrad bei Kriegsende war SS-Standartenführer.
Fegelein nannte sich nach dem Krieg Axel Fegelein, tauchte unter und leitete zuletzt einen Reiterhof in der Nähe von Bad Wörishofen. Für seine während des Deutsch-Sowjetischen Krieges begangenen Verbrechen musste er sich nie vor Gericht verantworten.